# Cratere Coradini
Coradini è un cratere sulla superficie di Plutone.
L'intitolaziione del cratere è un omaggio alla scienziata italiana Angioletta Coradini.